# Armenischer Fußballverband

Altes Verbandslogo

Der Armenische Fußballverband (Հայաստանի ֆուտբոլի ֆեդերացիա Hajastani futboli federazia, Հֆֆ HFF) wurde 1992 gegründet und trat im selben Jahr sowohl der FIFA als auch der UEFA bei.

## Funktionsträger
- Präsident: Ruben Hajrapetjan
- Vizepräsident und Generalsekretär: Armen Minasjan
- Schatzmeister: Geworg Papikjan
- Trainer der Herrenmannschaft: Oleksandr Petrakov
- Trainer der Damenmannschaft: Wagharschak Aslanjan
- Pressesprecher: Tigran Israjeljan
- Schiedsrichter-Koordinator: Karen Nalbandjan
- Futsal-Koordinator: Samvel Sargarjan

## UEFA-Fünfjahreswertung
Platzierung in der UEFA-Fünfjahreswertung:
(in Klammern die Vorjahresplatzierung). Die Kürzel CL, EL und CO hinter den Länderkoeffizienten geben die Anzahl der Vertreter in der Saison 2026/27 der Champions League, der Europa League sowie der Conference League an.
- 33.  (41)  Island (Liga, Pokal) – Koeffizient: 13.520 – CL: 1, EL: 1, CO: 2
- 34.  (39)  Bosnien und Herzegowina (Liga, Pokal) – Koeffizient: 13.031 – CL: 1, EL: 0, CO: 3
- 35.  (36)  Armenien (Liga, Pokal) – Koeffizient: 12.250 – CL: 1, EL: 0, CO: 3
- 36.  (37)  Lettland (Liga, Pokal) – Koeffizient: 12.205 – CL: 1, EL: 0, CO: 3
- 37.  (32)  Kosovo (Liga, Pokal) – Koeffizient: 12.041 – CL: 1, EL: 0, CO: 3

Stand: Ende der Europapokalsaison 2024/25